# Volvo Golf Champions 2011
De Volvo Golf Champions 2011 was een nieuw golftoernooi van de Europese PGA Tour. Het toernooi liep van 27 tot en met 30 januari 2011 en werd gespeeld op de Royal Golf Club in Riffa.
Het prijzengeld bedroeg € 1.700.000 waarvan de winnaar € 217.000 kreeg.

## Spelers
Om deze eerste editie van de Volvo Golf Champions extra te vieren bestaat alleen in 2011 het deelnemersveld uit 98 spelers. Zestig van hen en de ties spelen in het weekend. Volgende jaren zullen alleen de kampioenen van het voorafgaande seizoen worden uitgenodigd.

## De baan
De baan heeft enkele bijzonderheden. De PGA heeft beslist dat er tijdens het toernooi geen bunkers zijn maar dat alle zandplekken als 'waste area' tellen, omdat de overgang van bunker naar waiste area bijna nergens duidelijk is. Spelers mogen dus met hun golfclub het zand aanraken voordat ze hun swing maken.
Mogelijk is dit de enige baan ter wereld waarop olie geboord wordt. Bij hole 15 en 17 staan jaknikkers, en door de rough lopen enkele olieleidingen.

## Verslag
Paul Casey won met zijn team de Pro-Am op woensdag.

### Ronde 1

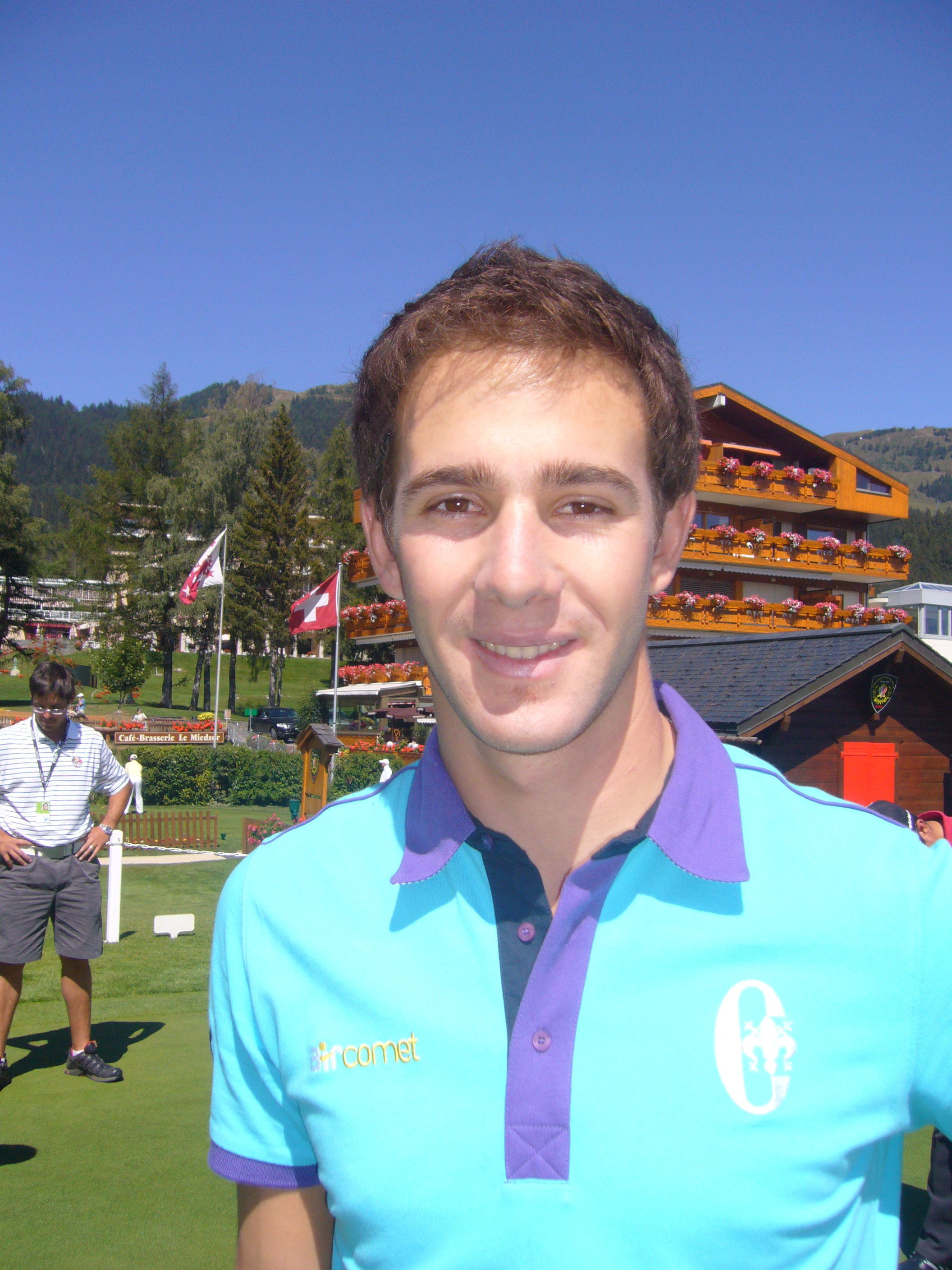
Tano Goya

Amateur Nasser Yacoob Saleh, vader van vier kinderen, is de eerste Bahreini die ooit aan een toernooi van de Europese Tour meedoet. Hij kreeg zijn startbewijs via een kwalificatietoernooi dat in een play-off eindigde. Tijdens deze eerste ronde stelde hij het lokale publiek teleur met een slechte score. Hij speelde met Maarten Lafeber, die −5 stond na de eerste zes holes en een goede ronde speelde.
Johan Edfors, vorige maand met Cecilia getrouwd en net terug van hun huwelijksreis in Thailand, is clubhouse leader met een nieuw baanrecord van 64 (−8).
Robert-Jan Derksen speelde in de middagronde en kwam met −2 binnen.
Tano Goya liet op hole 4 de referee komen om zichzelf strafslagen te laten geven. Op de tee van hole 3 had hij zijn caddie om een nieuwe bal gevraagd. Toen hij op hole 4 de bal uit het putje haalde bleek het niet dezelfde soort bal te zijn als waarmee hij de ronde was begonnen. Professionals mogen wel op de tee een nieuwe bal in het spel brengen, maar hij moet steeds van hetzelfde merk en hardheid zijn. Het had dus twee holes met een verkeerde bal gespeeld, hetgeen hem vier strafslagen kostte.

### Ronde 2
Edoardo Molinari is de tweede ronde goed begonnen, hij maakte zes birdies tijdens de eerste negen holes en kwam met −10 aan de leiding. Zijn broer Edoardo speelde in de partij na hem en stond toen nog op de tweede plaats. Derksen ging naar −3 en dat zal de cut wel halen.
Edfors en Lafeber spelen 's middags.

### Ronde 3
Todd Hamilton heeft het baanrecord van Johan Edfors met −8 geëvenaard. Hij kwam hierdoor op −11 en de 14de plaats. In de top veranderde niet veel. 
Derksen maakte −4 en steeg een paar plaatsen, Lafeber maakte +1 en zakte 30 plaatsen.

##### Teamformule
De formule voor de derde ronde is nieuw. Dertig van de 52 finalisten van de Volvo Masters Amateur Wereldfinale spelen mee. Twee pro's en 1 amateur vormen een team. De twee beste netto scores van de drie spelers tellen als teamscore. De amateurs krijgen 2/3 van hun handicap, de heren maximaal 18 en de dames maximaal 24. Daarnaast spelen de professional gewoon voor hun eigen score. 
De amateurs spelen de wereldfinale op maandag 31 januari.
Er waren twee teams met −16, team Darren Clarke / Paul Casey en team Christian Nilsson / David Horsey. De eerste prijs ging naar Clarke en Casey, die een betere pro-score hadden. Zij kregen ieder een Volvo S60. Hun amateur was de 53-jarige Engelsman Kevin Ahere van de Woburn Golf Club (handicap 4). Hij kreeg een glazen Kosta Boda trofee.
Nilsson en Horsey speelden met Rodney Louison uit Qatar.

### Ronde 4
Richard Finch heeft het baanrecord gebroken door een score van 63 (−9) binnen te brengen.
Op hole 9 en 10 maakte Jiménez birdies en vanaf dat moment deelde hij op −19 de eerste plaats met Hanson en Casey die samen twee holes achter hem speelden. Jiménez eindigde op −19, Hanson en Casey maakten ieder twee birdies en een bogey en stonden toen op −20 met nog twee holes te spelen. Hanson maakte op de laatste hole een bogey, kwam weer op −19 en deelde de tweede plaats met Jiménez. Casey maakte een par en won.
- Live scoreboard

| Naam                 | R1 | R1 | Stand | R2 | R2 | Totaal | Stand | R3 | R3 | Totaal | Stand | R4 | R4  | Totaal | Stand |
| -------------------- | -- | -- | ----- | -- | -- | ------ | ----- | -- | -- | ------ | ----- | -- | --- | ------ | ----- |
| Paul Casey           | 67 | −5 | T6    | 67 | −5 | −10    | T5    | 66 | −6 | −16    | T1    | 68 | −4  | −20    | 1     |
| Peter Hanson         | 66 | −6 | T2    | 67 | −5 | −11    | T1    | 67 | −5 | −16    | T1    | 69 | −3  | −19    | T2    |
| Miguel Ángel Jiménez | 68 | −4 | T14   | 65 | −7 | −11    | T1    | 69 | −3 | −14    | 5     | 67 | −5  | −19    | T2    |
| Johan Edfors         | 64 | −8 | 1     | 71 | −1 | −9     | T9    | 68 | −4 | −13    | T6    | 69 | −3  | −16    | T6    |
| Darren Clarke        | 69 | −3 | T21   | 65 | −7 | −10    | T5    | 67 | −5 | −15    | T3    | 73 | +1  | −14    | T8    |
| Edoardo Molinari     | 68 | −4 | T14   | 65 | −7 | −11    | T1    | 71 | −1 | −12    | T9    | 70 | −2  | −14    | T10   |
| James Kingston       | 67 | −5 | T6    | 67 | −5 | −10    | T5    | 67 | −5 | −15    | T3    | 74 | +2  | −13    | T13   |
| Richard Finch        | 71 | −1 | T51   | 71 | −1 | −2     | T58   | 71 | −1 | −3     | T56   | 63 | −9  | −12    | T20   |
| Francesco Molinari   | 66 | −6 | T2    | 69 | −3 | −9     | T9    | 69 | −3 | −12    | T9    | 73 | +1  | −11    | T24   |
| Pablo Larrazábal     | 66 | −6 | T2    | 71 | −1 | −7     | T18   | 70 | −2 | −9     | T20   | 70 | −2  | −11    | T24   |
| Raphaël Jacquelin    | 68 | −4 | T14   | 65 | −7 | −11    | T1    | 75 | +3 | −8     | T29   | 73 | +1  | −7     | T44   |
| Robert-Jan Derksen   | 70 | −2 | T36   | 71 | −1 | −3     | T50   | 68 | −4 | −7     | T33   | 72 | par | −7     | T44   |
| Maarten Lafeber      | 68 | −4 | T14   | 69 | −3 | −7     | T18   | 73 | +1 | −6     | T43   | 71 | −1  | −7     | T44   |

## Spelers 2011
| - Felipe Aguilar - Fredrik Andersson Hed - John Bickerton - Thomas Bjørn - Grégory Bourdy - Paul Broadhurst - Mark Brown - Rafael Cabrera Bello - Michael Campbell - Alejandro Cañizares - Paul Casey - Christian Cévaër - Darren Clarke - Rhys Davies - Robert-Jan Derksen - David Dixon - Stephen Dodd - Andrew Dodt - Nick Dougherty - Bradley Dredge - Simon Dyson - Johan Edfors - Niclas Fasth - Gonzalo Fernández-Castaño - Kenneth Ferrie - Richard Finch - Mark Foster - Stephen Gallacher - Sergio Garcia - Ignacio Garrido - Ricardo González - Tano Goya - Richard Green - Todd Hamilton | - Anders Hansen - Søren Hansen - Peter Hanson - Pádraig Harrington - Grégory Havret - Peter Hedblom - Oskar Henningsson - Michael Hoey - David Horsey - David Howell - Jeppe Huldahl - Mikko Ilonen - Raphaël Jacquelin - Thongchai Jaidee - Miguel Ángel Jiménez - Michael Jonzon - Anthony Kang - Robert Karlsson - James Kingston - Søren Kjeldsen - Maarten Lafeber - Barry Lane - José Manuel Lara - Pablo Larrazábal - Paul Lawrie - Peter Lawrie - Danny Lee - Thomas Levet - David Lynn - Matteo Manassero - Andrew Marshall - Pablo Martín - Damien McGrane | - Edoardo Molinari - Francesco Molinari - Colin Montgomerie - James Morrison - Christian Nilsson - Seung-yul Noh - Alexander Norén - José María Olazabal - Gary Orr - Hennie Otto - John Parry - Ian Poulter - Phillip Price - Alvaro Quiros - Richie Ramsay - Brett Rumford - Marcel Siem - Jeev Milkha Singh - Richard Sterne - Graeme Storm - Scott Strange - Anthony Wall - Steve Webster - Martin Wiegele Sponsoruitnodigingen - Thomas Aiken - Markus Brier - Oliver Fisher - Robert Rock - Marc Warren - Oliver Wilson Amateur - Nasser Yacoob Saleh | Amateurs (alleen zaterdag) - Vojtech Dostal - Claudia Rocco - Thomas Schurter - Emanuel Witzig - Jennifer Brown - Kevin Aherne - Christopher Nash - William McManus - Mark Higgins - Stephen Robb - Kurt Jonsson - Rikard Johansson - Gisela Persson - Mattias Carlsson - Jesper Wraae-Bess - Kurt D. Nielsen - Sonja Christensen - Jaime Castellanos - Patricio Pan de Soraluce - Jose Manuel Entrecanales - Michel Pertusa - Jean Marie Salomon - Yasuo Sekita - Yoshiteru Ikuse - Dae-hyung Shin - Aleksandar Evtimov - Alan Shea - Martin Figueroa - Mikko Kupiainen - Rodney Louison - Davide Mambelli |